# 葛飾区立宝木塚小学校
葛飾区立宝木塚小学校（かつしかくりつ ほうきづかしょうがっこう）は、東京都葛飾区宝町に所在する公立小学校。

## 概要
特別支援教室のしょうぶ学級が設置されている。

## 沿革
当校の沿革は以下のとおり
- 1950年（昭和25年）1月13日 - 葛飾区立四ツ木小学校[注釈 1]宝木塚分校として許可開設
- 1951年（昭和26年）
  - 4月1日 - 独立開校
  - 11月6日 - 開校記念式典挙行
- 1955年（昭和30年）11月12日 - 創立5周年記念式典挙行・校歌、校旗制定
- 2001年（平成13年）4月1日 - しょうぶ学級併設
- 2016年（平成28年）
  - 3月 - しょうぶ教室閉室
  - 4月 - すまいる教室開室

## 著名な卒業生
- 平山ユージ（プロ・フリークライマー）[5][6]
- 渡辺明（将棋棋士）
- 荒井大輔（車いすテニス選手）[7][8]
- 森谷史佳（バレーボール選手）

## 交通アクセス
- お花茶屋駅より徒歩約5分（経路案内）。